# Micromeria brivesii
Micromeria brivesii là một loài thực vật có hoa trong họ Hoa môi. Loài này được Batt. mô tả khoa học đầu tiên năm 1922.